# Talayuela
Talayuela település Spanyolországban, Cáceres tartományban. Talayuela Oropesa, Calzada de Oropesa, Peraleda de la Mata, Navalmoral de la Mata, Rosalejo, Casatejada, Collado, Cuacos de Yuste, Jarandilla de la Vera, Losar de la Vera, Valverde de la Vera, Villanueva de la Vera és Pueblonuevo de Miramontes községekkel határos. Lakosainak száma 7304 fő (2024).

## Népesség
A település népessége az elmúlt években az alábbi módon változott:
| Lakosok száma | 10 113 | 10 082 | 10 432 | 9222 | 9283 | 8268 | 7377 | 7371 | 7328 | 7304 |
|               | 2001   | 2004   | 2006   | 2009 | 2011 | 2014 | 2016 | 2019 | 2021 | 2024 |